# Kim Bub-min
Pour les articles homonymes, voir Kim.
Dans ce nom coréen, le nom de famille, Kim, précède le nom personnel.
Kim Bub-min (coréen : 김 법민), né le 22 mai 1991 à Daejeon, est un archer sud-coréen.

## Carrière
Il obtient la médaille de bronze par équipe avec Im Dong-hyun et Oh Jin-hyek aux Jeux olympiques d'été de 2012 à Londres.